# Barrio San José III
Barrio San José III es un barrio argentino y componente censal del Gran San Miguel de Tucumán, ubicada en el Departamento Yerba Buena de la Provincia de Tucumán; depende de la delegación comunal de San José. Se encuentra al norte de Yerba Buena, sobre el camino del Perú, casi conurbada con la comuna de Cebil Redondo.

## Población
Forma parte del aglomerado del Gran San Miguel de Tucumán. Cuenta con 1,703 habitantes (Indec, 2010), lo que representa un incremento del 121% frente a los 770 habitantes (Indec, 2001) del censo anterior.